# Los Conquistadores
Los Conquistadores är en ort i Argentina.   Den ligger i provinsen Entre Ríos, i den nordöstra delen av landet, 400 km norr om huvudstaden Buenos Aires. Los Conquistadores ligger 75 meter över havet och antalet invånare är 1 214.
Terrängen runt Los Conquistadores är mycket platt. Runt Los Conquistadores är det glesbefolkat, med 20 invånare per kvadratkilometer.. Det finns inga andra samhällen i närheten.
Trakten runt Los Conquistadores består i huvudsak av gräsmarker.